# Ка дну (књига)
Ка дну (чеш. Ke dnu) је роман чешке књижевнице Ане Болаве (чеш. Anna Bolavá)), чије је право име Бохумила Адамова (чеш. Bohumila Adamová) објављен 2017. године у издању издавачке куће "Одеон". Српско издање књиге објавила је издавачка кућа Имприматур из Бања Луке 2020. године, у преводу Милке Ковачевић.

## О аутору
Ана Болава, чије је право име Бохумила Адамова, чешка је књижевница и песникиња, рођена 1981. у Стракоњицама. Болава је студирала чешке студије на Уметничком факултету Карловог универзитета у Прагу. До сада је објавила једну збирку поезије (Црна година) и четири романа (Ка дну, У мраку, Пре поплаве и Приповедач). За роман У мраку добила је 2016. године најзначајнију чешку књижевну награду "Магнезија Литера" у категорији за најбоље прозно дело. 

## О књизи
Књига Ка дну се у ширем смислу може сматрати наставком Аниног предходног романа У мраку.
У овом роману уместо сунчаних поподнева и ливада пуних лековитог биља, које је ауторка описала у свом предходном роману, читаоца чекају први зимски мразеви, непроходне мочваре обавијене маглом, мотив злочина и трагичне судбине бројних ликова.
Полазну тачку у радњи романа представља откриће тела супруге доктора Марека Дивиша, нестале учитељице, у мочварној области изван центра града. Мотив злочина у малом месту само је један од токова приче. Следе нагађања, спекулације и трачеви који почињу да се врте међу становницима и у регионалној штампи.
Ана Болава гради мрежу уверљивих ликова; ту је једанаестогодишња девојчица Ањичка Ваврова која пише репортажу о бајковитим бићима, самохрана мајка Милада Ваврова која ради у оближњој фабрици за прераду меса живине и која узалуд покушава да споји посао са васпитањем своје ћерке Аничке., локални новинар Петар Малек, који у причи о изненадном проналаску леша види прилику која се јавља само једном у животу, Хана Стрнадова која се враћа у родни град, у стару кућу из детињства, не би ли нашла одговоре на многа питања из прошлости. Судбине ликова се преплићу и укрштају, а приказ живота у малом граду, послужио је ауторки као повод да се дотакне многих тема – друштвених и личних.

## Награде
Роман Ка дну је 2018. године номинован за најзначајнију чешку књижевну награду "Магнезија литера".